# Zádor István
Zádor István, született Weisz István (Nagykikinda, 1882. január 15. – Budapest, 1963. május 24.) magyar grafikus, festő, portréfestő.

## Életútja

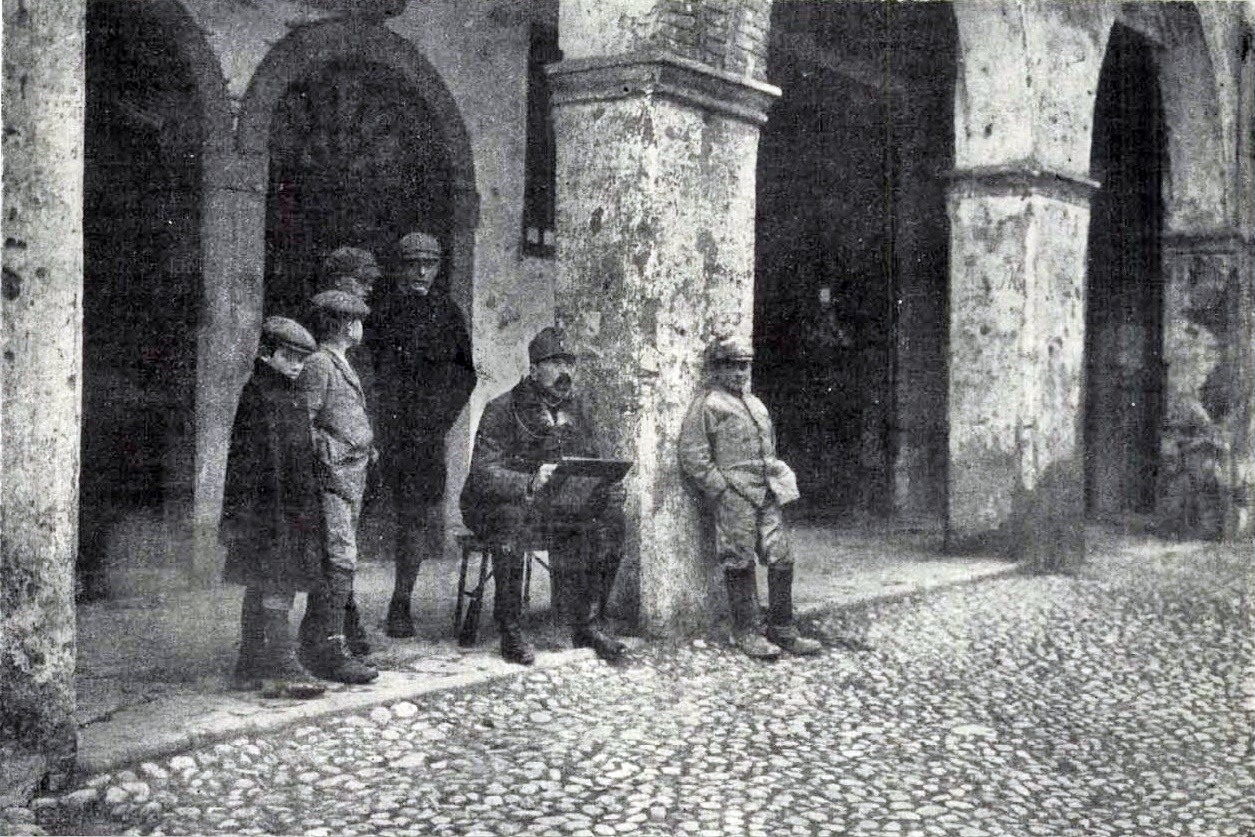
Zádor István 1917-ben hadirajzolóként Olaszországban, Pordenone főterén

Weisz Gyula és Jokly Sarolta (1863–1903) fiaként született. A középiskola elvégzése után 1906-ig, mint banktisztviselő dolgozott. Munka mellett 1901-től a budapesti Mintarajztanoda tanfolyamain képezte magát. 1906-1909 közt Párizsban élt, ahol az École des Beaux-Arts-ban folytatott tanulmányokat. T. A. Steinlen grafikus volt a mestere. 1909-1910-ben a firenzei akadémia növendéke. 1910. december 27-én Budapesten házasságot kötött Sonnenberg Dávid és Fischl Janka lányával, Bertával.
Az első világháború idején hadirajzoló volt Vadász Miklóssal és Vaszary Jánossal, 1918-1919-ben forradalmi riportrajzokat készített. A kommün bukása után Weimarban, majd Münchenben élt.
Magyarországra visszatérve egyik alapító tagja lett a Szinyei Merse Pál Társaságnak. Többször járt a Szolnoki Művésztelepen az 1930-as években. 1938-tól Hollandiában élt és alkotott, a második világháború után tért haza. Egész pályája során, de kivált az 1950-es években sokat foglalkozott könyvek illusztrálásával. Például: Mikszáth Kálmán: A két koldusdiák c. művét, s számos orosz klasszikus író, köztük Puskin, Lev Nyikolajevics Tolsztoj magyar fordításait illusztrálta.
Művészetére hatással volt a nagybányai művésztelep plein air stílusa, a szecesszió és Fényes Adolf sötét tónusú szimbolikus világa. Főleg portréfestőként ismert, de grafikusként is jelentős, rajzolt krokikat is. Egyik legismertebb portréja Bajor Giziről készült. Portréfestészetére a realizmus jellemző.

## Kiállítások (válogatás)[15]

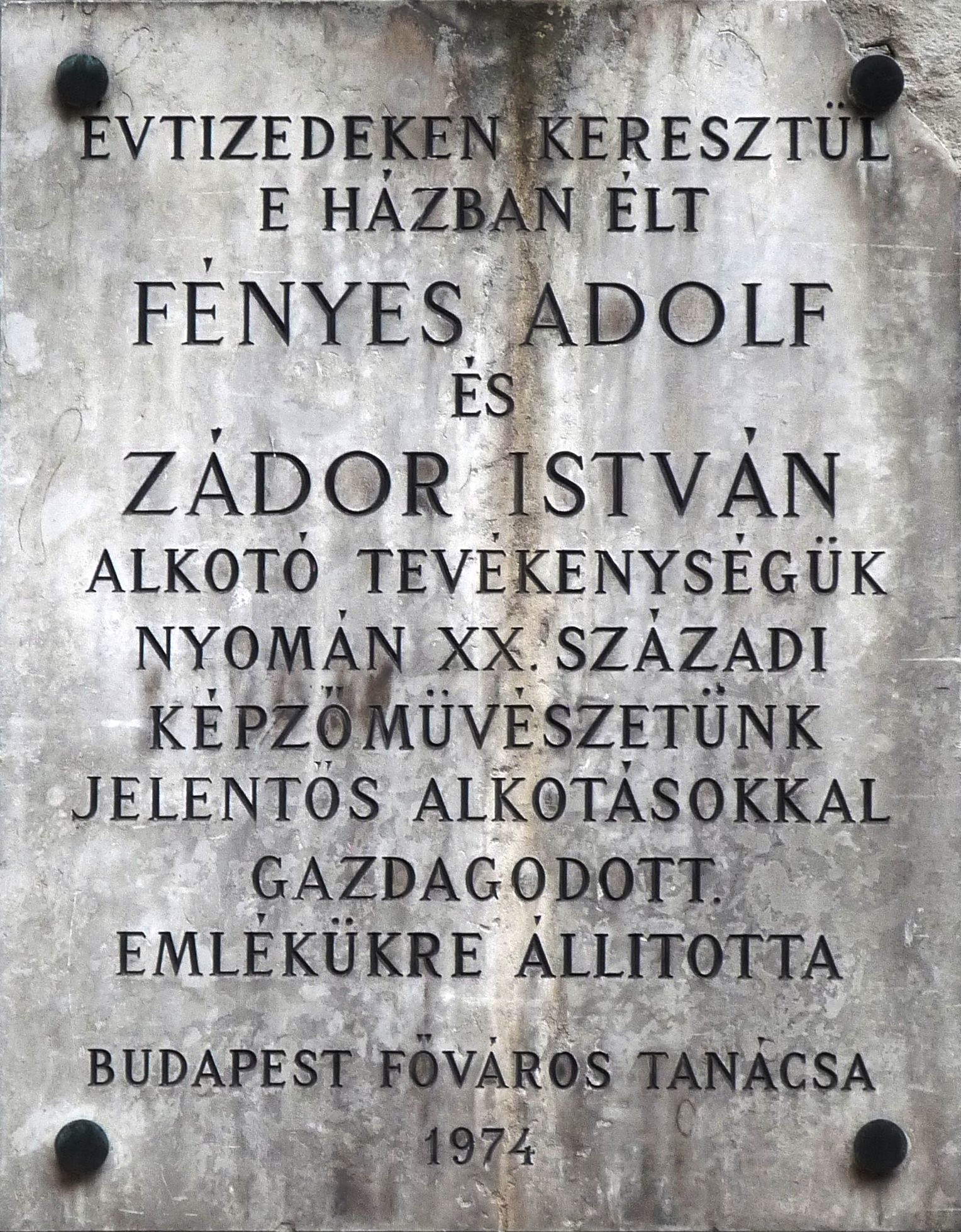
Emléktáblája Budapesten, a VI. kerületben

- 1916, 1918, Nemzeti Szalon, Budapest, Ernst Múzeum, Budapest
- 1921, Ernst Múzeum, Budapest
- 1934, Egy hadifestő emlékei 1914 – 1918. Budapest
- 1958, Ernst Múzeum, Budapest Gartner Jenő szobrászművésszel közös (gyűjteményes) kiállítás

## Műveiből[16]
- Feleségem (1910, olaj, vászon, 134 x 140 cm; Magyar Nemzeti Galéria, Budapest)
- Önarckép (1910, olaj, vászon, 70 x 60 cm; Damjanich János Múzeum, Szolnok)
- Ebédlő (1918)
- Fekvő akt (1922, olaj, vászon, 80,5 x 101 cm; magántulajdonban)
- Nő art deco fülbevalóval (1928, olaj, vászon 50 X 40 cm)[17]
- Női portré (1935 körül, olaj, vászon, 80x60 cm, magántulajdonban)

## Díjak
- 1918: kis aranyérem (Ebédlő című festményéért)
- 1951: Kossuth-díj